# Hot Five
Hot Five (Gorąca Piątka), znana także jako „Louis Armstrong and his Hot Five”, była pierwszą własną grupą Louisa Armstronga.
Był to typowy dla Nowego Orleanu zespół jazzowy, w składzie z trąbką, klarnetem i puzonem wspieranymi przez sekcję rytmiczną.
Oryginalny styl nowoorleański polegał na równoczesnej improwizacji. Instrumenty dęte prowadziły melodię: trąbka (lub kornet) prowadzi główną linię melodyczną podczas gdy klarnet i puzon grają improwizowany akompaniament. Tę tradycję kontynuował również Hot Five, lecz ze względu na to, że Armstrong był wyjątkowo utalentowanym i twórczym trębaczem, solówki w których trąbka grała sama pojawiały się coraz częściej. Tymi olśniewającymi solówkami Armstrong stworzył podwaliny jazzowej improwizacji solowej, przez co uznawany jest za jednego z najbardziej wpływowych jej twórców.
Grupa Hot Five powołana została tylko do nagrań pod wpływem sugestii Richarda M. Jonesa z Okeh Records. Wszystkie nagrania dokonane zostały w studiu nagraniowym Okeh w Chicago, z wyjątkiem sesji w Brunszwick Records gdzie grupa używała pseudonimu „Lil’s Hotshots”.
Były dwie różne grupy zwane Louis Armstrong and his Hot Five. Pierwsza z nich nagrywała od 1925 do 1927, zaś druga w 1928. Armstrong był jedynym muzykiem, który występował w obydwu.

## Pierwsze Hot Five
Pierwotne Hot Five składało się z muzyków, z którymi Louis Armstrong grywał jeszcze w Nowym Orleanie w drugiej dekadzie XX wieku. Byli to Kid Ory – puzon, Johnny Dodds – klarnet i Johnny St. Cyr – gitara lub banjo. Wyjątek stanowiła jedynie żona Armstronga Lil Hardin Armstrong – fortepian, którą poznał dopiero w Chicago.
Podczas niektórych (być może wszystkich) nagrań grupy Hot Seven, Kid Ory przebywał w Nowym Jorku, gdzie grał w grupie Kinga Olivera. W tym czasie zastępował go przypuszczalnie inny puzonista John Thomas.
Podczas jednej sesji nagraniowej w grudniu 1927, do zespołu dołączył bluesman Lonnie Johnson na gitarze.

## Hot Five z 1928
W 1928 Armstrong znów powołał do życia zespół do kolejnych nagrań, zastępując wszystkich, oprócz siebie, muzykami z orkiestry Carrrola Dickersona byli to: Fred Robinson na puzonie, Jimmy Strong na klarnecie i saksofonie tenorowym, Earl Hines na fortepianie, Mancy Carr na banjo oraz Zutty Singleton na perkusji.